# فیصل درویش احمد
فیصل درویش احمد (عربی: فيصل درويش أحمد؛ زادهٔ ۱ آوریل ۱۹۹۶) یک ورزشکار است.